# بوستاندر

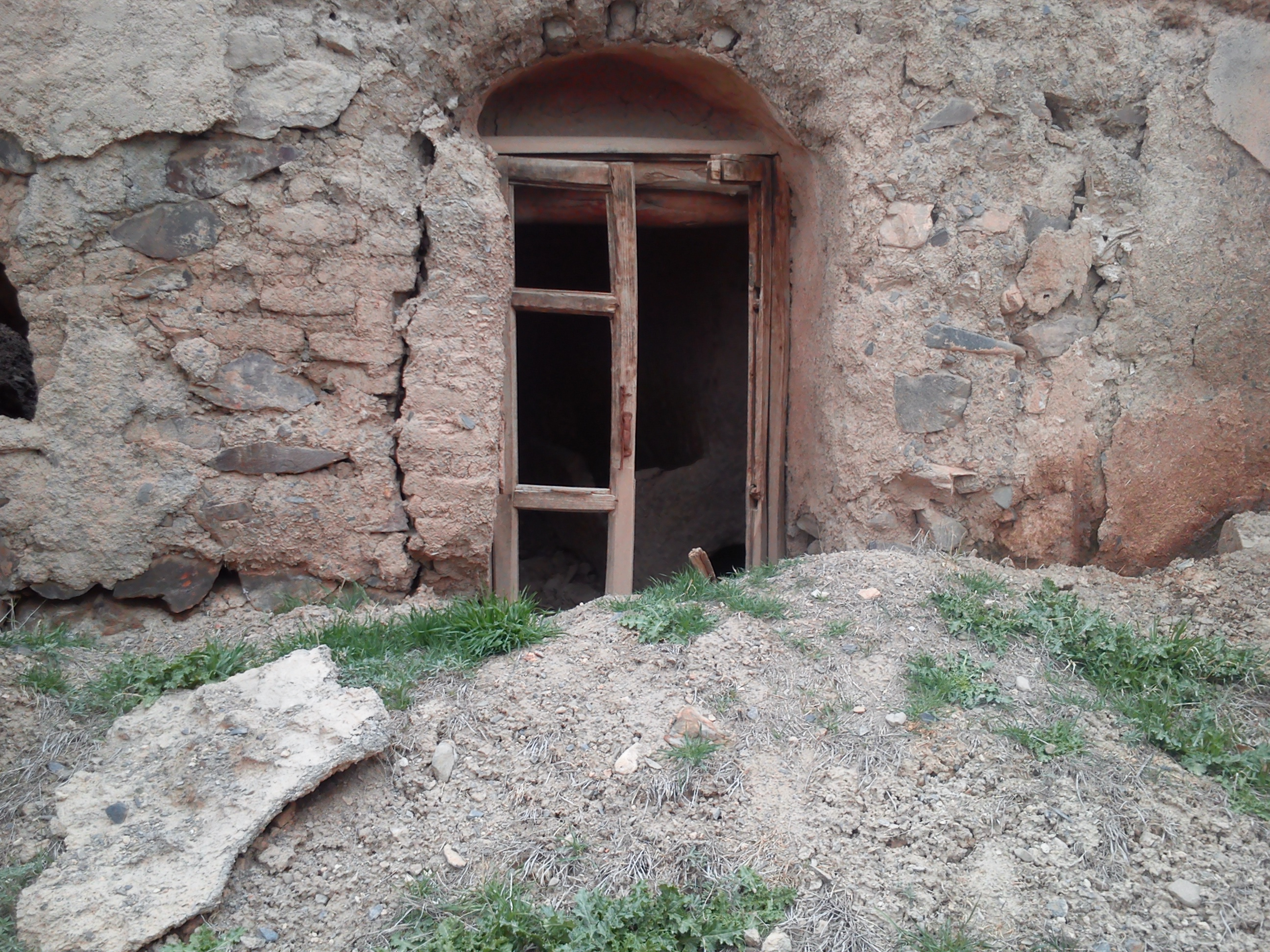
روستای بوستاندر

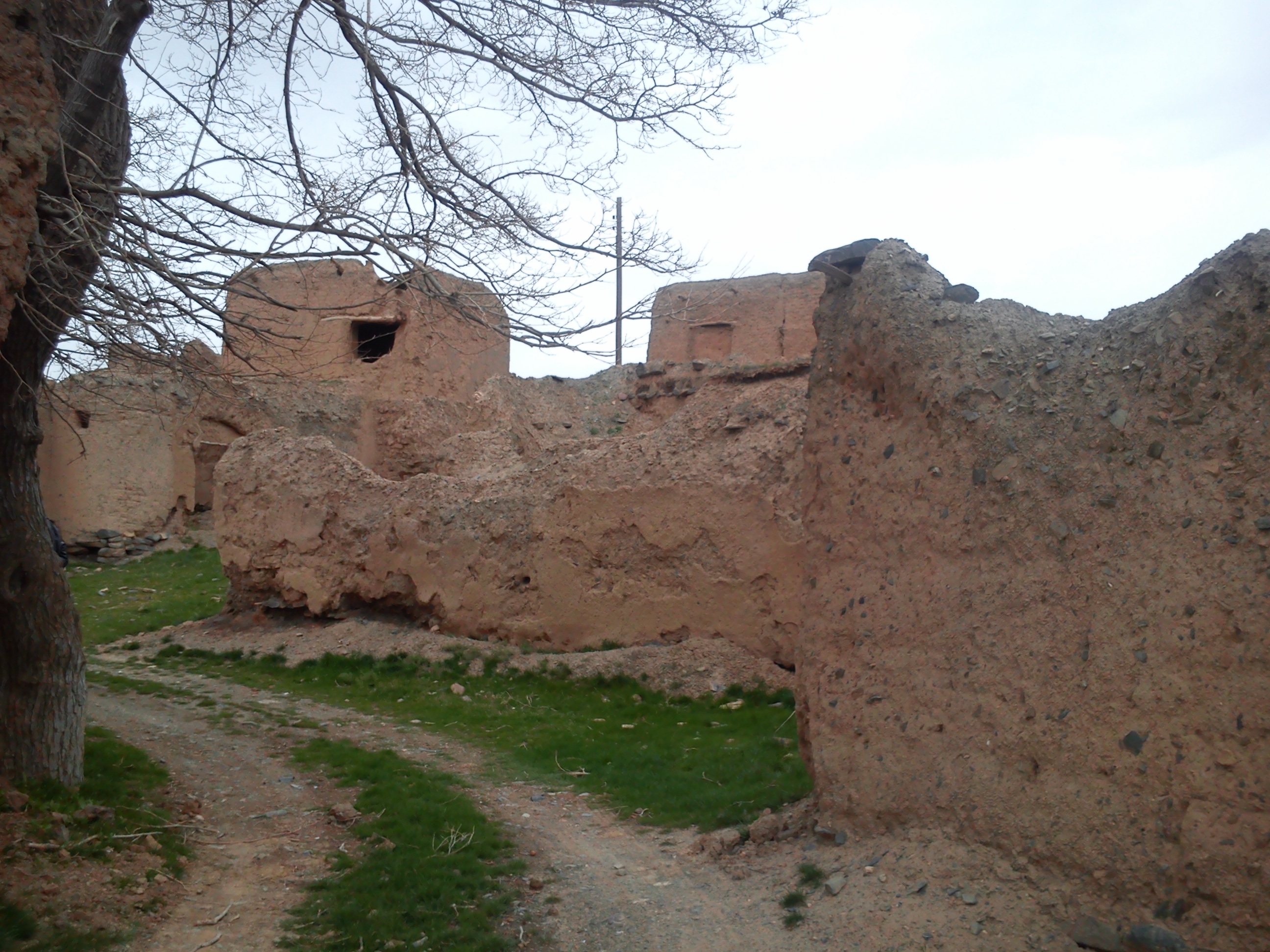
کوچه پس کوچه‌های بوستاندر (ژیرقلال)

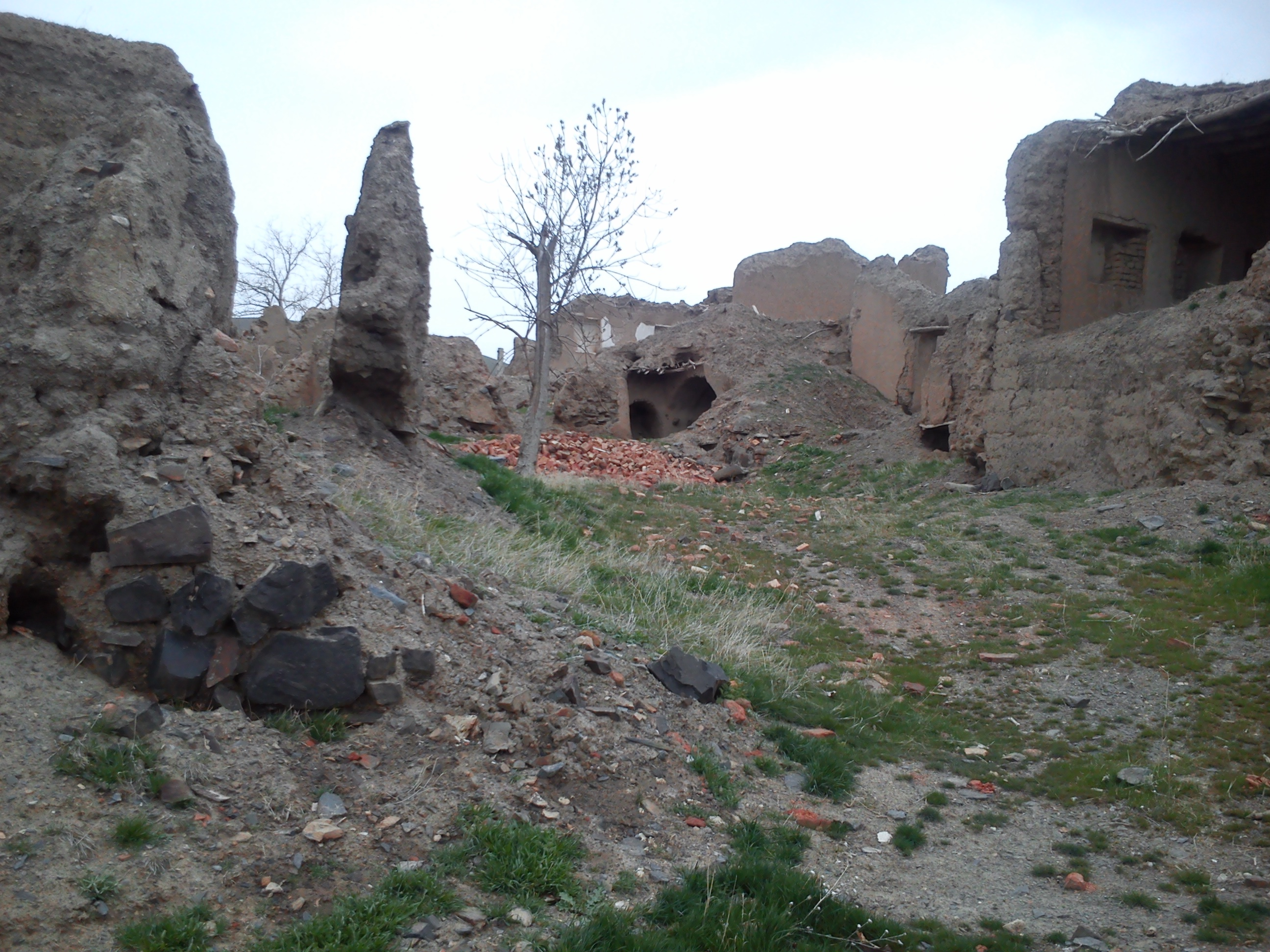
خرابه ات زیباتر از هر آبادانی است.

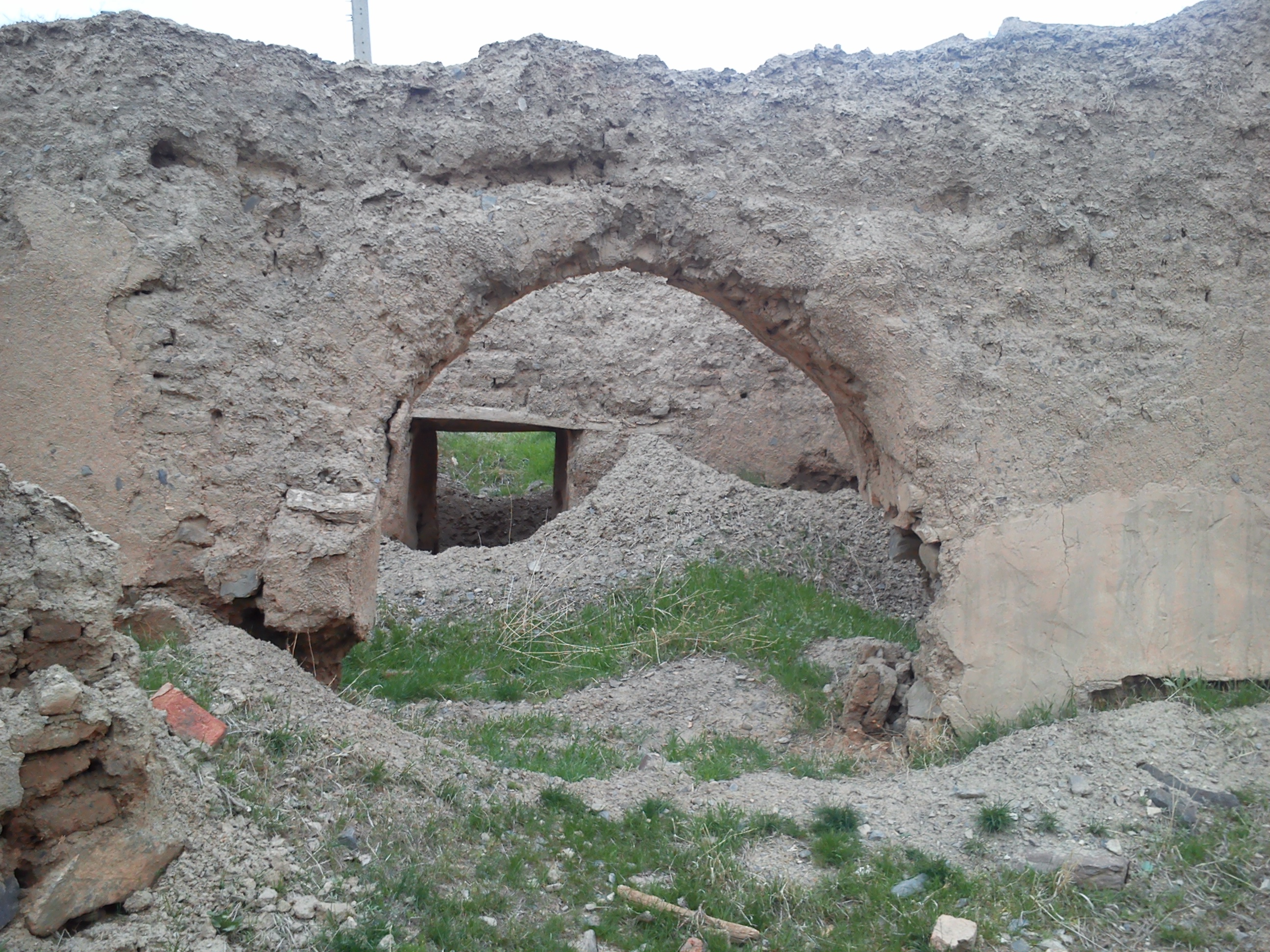
تورا دوست دارم

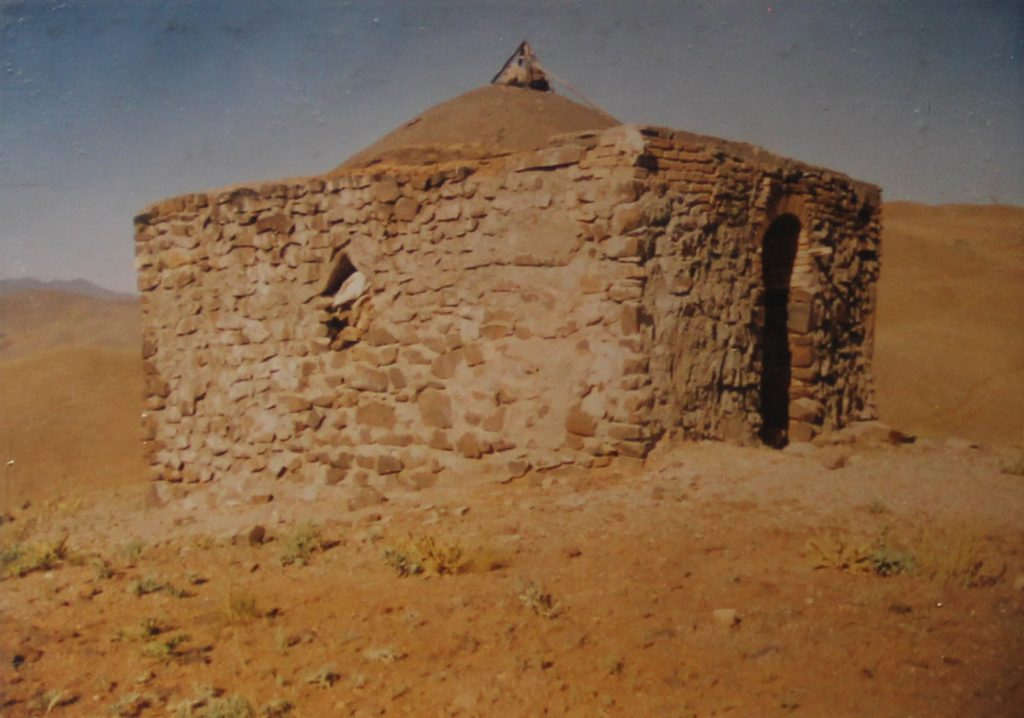
بقعه امامزاده آقارضا بوستاندر

بوستاندر، روستایی از توابع بخش قلقل‌رود شهرستان تویسرکان در استان همدان ایران است. این روستا در همسایگی روستاهای دارانی، مالیچه، محمدآباد، یعغوب آباد، میانده، حمیل آباد و درواز قرار دارد و عموماً اهالی آن از طوایف ترکاشوند، کولیوند، قلخانی، قلخانباز، تیموری، زنگنه وحسنوند هستند. این روستا در مختصات ۳۴ درجه و ۲۰ دقیقه تا ۳۴ درجه و ۴۶ دقیقه عرض جغرافیایی و ۴۸ درجه و۳ دقیقه تا ۴۸ درجه و ۳۵ دقیقه طول جغرافیایی واقع شده‌است.

## جمعیت
این روستا در دهستان کمال رود قرار دارد و براساس سرشماری مرکز آمار ایران در سال ۱۳۹۶، جمعیت آن به صفر رسیده‌است و هیچ‌کس ساکن این روستا نیست.